# Nickel Belt (circonscription provinciale)
Circonscription électorale provinciale du Canada
Nickel Belt est une circonscription provinciale de l'Ontario représentée à l'Assemblée législative de l'Ontario depuis 1955.

## Géographie
La circonscription est située au nord-est de l'Ontario. La partie sud de la circonscription aborde la baie Géorgienne. Les entités municipales la formant sont Grand Sudbury, Nipissing Ouest, Rivière des Français et Markstay-Warren.
Les circonscriptions limitrophes sont Algoma—Manitoulin, Timiskaming—Cochrane, Parry Sound—Muskoka, Sudbury et Timmins.

## Historique
| Législature | Années        | Député         | Député         | Parti         |
| ----------- | ------------- | -------------- | -------------- | ------------- |
| Nickel Belt |               |                |                |               |
| 25e         | 1955-1959     |                | Rhéal Bélisle  | Conservateur  |
| 26e         | 1959-1963     |                | Rhéal Bélisle  | Conservateur  |
| 27e         | 1963-1967     | Gaston Demers  |                | Conservateur  |
| 28e         | 1967-1971     | Gaston Demers  |                | Conservateur  |
| 29e         | 1971-1975     |                | Floyd Laughren | Néo-démocrate |
| 30e         | 1975-1977     |                | Floyd Laughren | Néo-démocrate |
| 31e         | 1977-1981     |                | Floyd Laughren | Néo-démocrate |
| 32e         | 1981-1985     |                | Floyd Laughren | Néo-démocrate |
| 33e         | 1985-1987     |                | Floyd Laughren | Néo-démocrate |
| 34e         | 1987-1990     |                | Floyd Laughren | Néo-démocrate |
| 35e         | 1990-1995     |                | Floyd Laughren | Néo-démocrate |
| 36e         | 1995-1998     |                | Floyd Laughren | Néo-démocrate |
| 36e         | 1998-1999     | Brian Morin    |                | Néo-démocrate |
| 37e         | 1999-2003     | Shelley Martel |                | Néo-démocrate |
| 38e         | 2003-2007     | Shelley Martel |                | Néo-démocrate |
| 39e         | 2007-2011     | France Gélinas |                | Néo-démocrate |
| 40e         | 2011-2014     | France Gélinas |                | Néo-démocrate |
| 41e         | 2014-2018     | France Gélinas |                | Néo-démocrate |
| 42e         | 2018-2022     | France Gélinas |                | Néo-démocrate |
| 43e         | 2022-2025     | France Gélinas |                | Néo-démocrate |
| 44e         | 2025-en cours | France Gélinas |                | Néo-démocrate |

## Circonscription fédérale
Depuis les élections provinciales ontariennes du 4 octobre 2007, l'ensemble des circonscriptions provinciales et des circonscriptions fédérales sont identiques.